# 아메바 블로그

아메바 블로그(アメーバブログ, Ameba BLOG)는 일본의 사이버 에이전트가 제공하는 SNS 개념의 블로그 서비스이다.